# روکویتس
روکویتس (به آلمانی: Röckwitz) یک شهر در آلمان است که در مکلنبورگیشه زنپلاته واقع شده‌است. روکویتس ۳۲۳ نفر جمعیت دارد.

## خواهرخوانده
شهر Wellingholzhausen خواهرخواندهٔ روکویتس هست.